# Siwa (genre)
Pour les articles homonymes, voir Siwa.
Genre
Siwa est un genre d'araignées aranéomorphes de la famille des Araneidae.

## Distribution
Les espèces de ce genre se rencontrent dans le bassin méditerranéen.

## Liste des espèces
Selon World Spider Catalog (version 17.0, 27/03/2016) :
- Siwa atomaria (O. Pickard-Cambridge, 1876)
- Siwa dufouri (Simon, 1874)

## Publication originale
- Grasshoff, 1970 : Die Tribus Mangorini. II. Die neuen Gattungen Siwa, Paralarinia, Faradja, Mahembea und Lariniaria (Arachnida: Araneae: Araneidae-Araneinae). Senckenbergiana biologica, vol. 51, p. 409-423.